# Đuro Körbler
Đuro Körbler (Vrhovac kraj Ozlja, 16. kolovoza 1873. – Zagreb, 4. studenoga 1927.), hrvatski klasični filolog i hrvatski akademik. Jedan je od utemeljitelja moderne hrvatske neolatinistike.

## Životopis
Rodio se je u Vrhovcu kraj Ozlja 1873. godine. U Zagrebu studirao na Mudroslovnome fakultetu gdje je završio studij staroklasične filologije 1895. te 1897. doktorirao. Privatni docent od 1900. godine. Na istome fakultetu 1907. godine stekao je status redovitog profesora staroklasične filologije. Na tom je poslu radio do smrti. Obnašao je dužnost rektora Sveučilišta u Zagrebu 1914./15. te poslije toga prorektora.
Područje njegova znanstvena interesa bile su grecističke i latinističke teme (Euripid, Sofoklo, Heziod, Kornelije Gal, Vergilije). Pisac brojnih opsežnih rasprava o hrvatskim latinistima, posebice onima iz dubrovačkog kruga kao što su R. Kunić, B. Zamanja, Jakov Bunić, Vice Petrović, N. Brautić, M. F. Galjuf, K. Pucić, I. Crijević, D. Beneša, Didak Pir). Prireditelj izdanja latinskih, hrvatskih i talijanskih tekstova iz starije književnosti (I. Đurđević, K. Pucić, J. Palmotić, L. Bunić, I. Gundulić, S. Gradić). Pri proučavanju nacionalne književne baštine slijedio je metodičke postulate svoje matične struke. Osim ovih, pisao o hrvatskoj književnoj povijesti i o pedagoškim temama. Körbler je bio prepoznatljiva komparativna pristupa grčkoj i rimskoj književnosti. Poslije njega sve do najnovijeg vremena nije bio u primjeni na studiju klasične filologije.
Članom HAZU postao 1915. godine. U HAZU bio i tajnikom.